# إيافيالايوكل
إيافيالايوكل أو إيافياتلايوكتل (باللغة الآيسلندية Eyjafjallajökul، حرفيًا: مثلجة آيسلندا) وهو واحد من أصغر الجبال الجليدية في آيسلندا. يقع إلى الشمال من سكوجار Skógar وإلى الغرب من النهر الجليدي الأكبر Mýrdalsjökull.

## ثوران إيافيالايوكل في الأعوام (1821-1823م)
حدثت بعض الأضرار نتيجة لثوران طفيف في عام 1821. ومن الجدير بالذكر أن الرماد المنبعث من الثوران يحتوي على جزء كبير من الفلورايد، والذي قد يؤدي تناوله بجرعات عالية إلى إتلاف البنية العظمية للماشية والخيول والأغنام والبشر. وتسبب الثوران أيضًا في حدوث بعض الأنهار الجليدية الصغيرة والمتوسطة (jökulhlaups) وفيضانات في الأنهار القريبة Markarfljót وHoltsá.  بدأت مرحلة الثوران في 19 و20 ديسمبر 1821 بسلسلة من الانفجارات المتفجرة. واستمر خلال الأيام القليلة التالية. وتصف المصادر تساقط الرماد الكثيف في المنطقة المحيطة بالبركان، خاصة في الجنوب والغرب.

## ثوران عام 2010

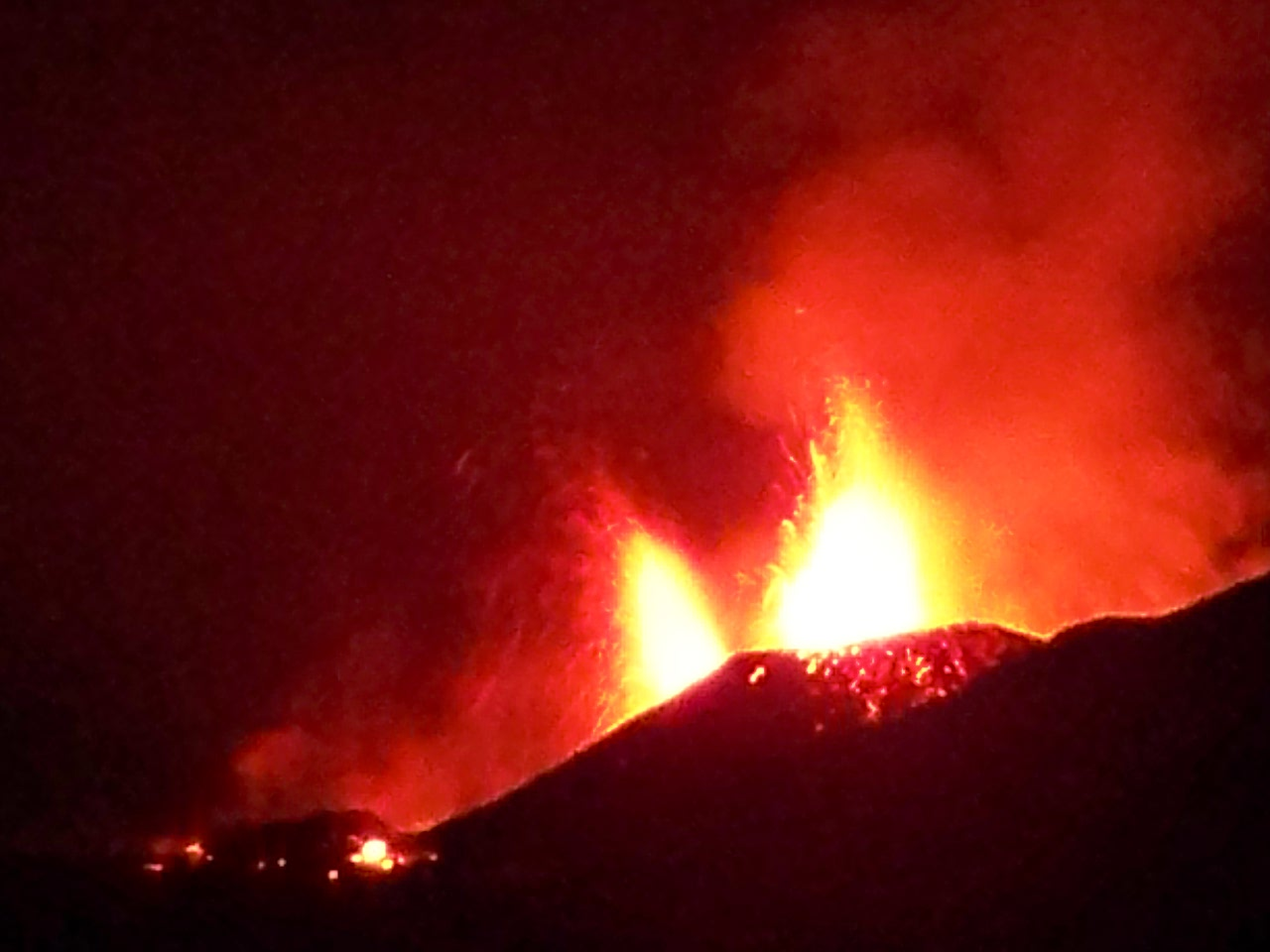
ثورة البركان في 25 مارس 2010.

سلسلة من الأحداث البركانية الكبرى وقعت في إيافيالايوكل في آيسلندا في عام 2010. بدأ النشاط الزلزالي في نهاية عام 2009، وأدى إلى ثوران البركان يوم 20 مارس 2010. وقد حدث ثوران في وقت لاحق من 14 أبريل 2010 على نطاق أوسع من الثوران الأول أدى إلى تعطيل السفر الجوي في أوروبا في الفترة من 15 أبريل، وتعطيل خطط السفر لملايين من الركاب.

## اقرأ أيضًا
- ثوران ايافيالايوكل عام 2010
- سيلفرا